# Stefan Klos
Stefan Klos (Dortmund, 16 agosto 1971) è un ex calciatore tedesco che in carriera ricoprì il ruolo di portiere per il Borussia Dortmund e i Rangers.

## Carriera
Cresciuto nel vivaio del Borussia Dortmund, esordì in prima squadra nel 1991, togliendo il posto a Wolfgang de Beer. Tra i successi ottenuti in patria vi sono la Champions League 1996-1997 vinta a Monaco di Baviera battendo in finale la Juventus. Per sette stagioni - fino al dicembre 1998 - difese la porta giallonera, fino a che fu messo da parte dall'emergere di Jens Lehmann e si trasferì, così, in Scozia, ai Rangers.
Nel luglio 2004, dopo 6 anni di militanza e la partenza di Barry Ferguson, divenne capitano della squadra scozzese, onore cui fu costretto a rinunciare quasi subito - gennaio 2005 - a causa di un infortunio al ginocchio che gli fece saltare il resto della stagione. Malgrado il ristabilimento sin dall'inizio dell'annata, Klos fu sostituito nella stagione 2005-2006 da Ronald Waterreus.
Nel 2006-2007 è stato riserva di Lionel Letizi prima e Allan McGregor poi, e al termine della stagione ha annunciato il suo ritiro.

## Palmarès

### Club

#### Competizioni nazionali
- Campionato tedesco: 2

Borussia Dortmund: 1994-1995, 1995-1996
- Supercoppa di Germania: 2

Borussia Dortmund: 1995, 1996
- Campionato scozzese: 4

Rangers: 1998-1999, 1999-2000, 2002-2003, 2004-2005
- Coppa di Scozia: 4

Rangers: 1998-1999, 1999-2000, 2001-2002, 2002-2003
- Coppa di Lega scozzese: 4

Rangers: 1998-1999, 2001-2002, 2002-2003, 2004-2005

#### Competizioni internazionali
- UEFA Champions League: 1

Borussia Dortmund: 1996-1997
- Coppa Intercontinentale: 1

Borussia Dortmund: 1997